# Stan Van Gundy
Stanley Alan "Stan" Van Gundy (Indio, California, 26 de agosto de 1959) es un entrenador de baloncesto estadounidense que actualmente se encuentra sin equipo después de hacerlo con los New Orleans Pelicans de la NBA durante la temporada 2020-2021.
Es hermano del también entrenador de la NBA Jeff Van Gundy (n. 1962).

## Trayectoria deportiva

### Universidad
Van Gundy jugó al baloncesto universitario en el SUNY Brockport, centro dependiente de la Universidad Estatal de Nueva York, donde en 1981 fue nombrado Atleta del Año de todos los centros de la universidad. Comenzó su andadura como entrenador en el Canisius College en 1987 como entrenador asistente, pasando a cumplir las mismas funciones al año siguiente en la Universidad Fordham. Su primer puesto como entrenador principal lo consiguió en la pequeña universidad de Castleton State College, llevando al equipo en 1985 a disputar el Torneo de la NAIA. Posteriormente dirigió a la Universidad de Massachusetts Lowell.
En 1994 firmó contrato con la Universidad de Wisconsin-Madison, donde permaneció durante dos temporadas. En ocho años como entrenador universitario ganó 135 partidos y perdió 92, con un porcentaje de victorias del 59,5%.

### Profesional

#### Miami Heat
En 1995 entra a formar parte del equipo de asistentes del entrenador de Miami Heat, Pat Riley. En la temporada 2003-2004, tras la repentina renuncia de Riley al cargo de entrenador, fue elegido sustituto del mismo como entrenador principal. En su primera temporada ganó 42 partidos, clasificándose para los playoffs, perdiendo en las semifinales de conferencia ante Indiana Pacers.
Al año siguiente, Pat Riley, que ejercía las labores de Presidente del equipo, contrató a Shaquille O'Neal, lo que permitió a Van Gundy acabar la primera parte de la temporada con el mejor balance de la Conferencia Este, ganándose el derecho a ocupar el banquillo de la misma en el All-Star Game de la NBA 2005, ganando al Oeste 125-115. Ese año el equipo llegó a las Finales de Conferencia, perdiendo ante los Pistons en el séptimo partido.
En la postemporada, surgieron los rumores de que Riley quería despedir a Van Gundy. Fueran o no ciertos esos rumores, la realidad es que éste renunció a su puesto del 12 de diciembre de 2005. Según informaciones surgidas en abril de 2008, Shaquille O'Neal pudo tener mucho que ver en la renuncia de Van Gundy, el cual al parecer se burlaba de él llamándolo "Ron Jeremy", una conocida estrella del porno que muchos dicen que se parece físicamente al entrenador. Tras su renuncia, Riley volvió a hacerse cargo del equipo, consiguiendo ganar el anillo de campeones de la NBA.

#### Orlando Magic
En mayo de 2007 recibió una oferta para entrenar a Indiana Pacers para sustituir a Rick Carlisle, la cual declinó, pero siguió contemplando la posibilidad de salir de la disciplina de los Heat. Sacramento Kings y Orlando Magic eran las principales opciones, decantándose finalmente por el equipo de Florida. En su primera temporada con los Magic logró 52 victorias y 30 derrotas, llegando a los Playoffs, donde derrotaron a Toronto Raptors en primera ronda, pero cayeron en las semifinales de conferencia ante Detroit Pistons por 4-1.
En 2009 llevó a su equipo a las Finales de la NBA, algo que no sucedía en el equipo desde la temporada 1994-95, tras derrotar en las fases previas a Philadelphia 76ers, Boston Celtics y a los favoritos de la Conferencia Este, Cleveland Cavaliers. Allí se encontraron con el campeón de la Conferencia Oeste, Los Angeles Lakers.

#### Detroit Pistons
El 14 de mayo de 2014 Van Gundy fue contratado como nuevo entrenador y presidente de operaciones de baloncesto por los Detroit Pistons, reemplazando al entrenador interino John Loyer. El 7 de mayo de 2018, y tras solo una clasificación para playoffs (que acabó con eliminación en primera ronda, en 2016) en 4 temporadas, Van Gundy deja los Pistons.

#### New Orleans Pelicans
En octubre de 2020 firma con New Orleans Pelicans.

### Estadísticas como entrenador
| Equipo  | Año     | Liga Regular | Liga Regular | Liga Regular | Liga Regular | Liga Regular                | Playoffs | Playoffs | Playoffs    | Playoffs                      |
| Equipo  | Año     | Partidos     | Ganados      | Perdidos     | % victorias  | Clasificado                 | Ganados  | Perdidos | % victorias | Resultado                     |
| ------- | ------- | ------------ | ------------ | ------------ | ------------ | --------------------------- | -------- | -------- | ----------- | ----------------------------- |
| Miami   | 2003-04 | 82           | 42           | 40           | .512         | 2º en la División Atlántico | 6        | 7        | .462        | Semifinales de Conf.          |
| Miami   | 2004-05 | 82           | 59           | 23           | .720         | 1º en la División Sureste   | 11       | 4        | .733        | Finales de Conf.              |
| Miami   | 2005-06 | 21           | 11           | 10           | .524         | 1º en la División Sureste   |          |          |             | (renunció antes de finalizar) |
| Orlando | 2007-08 | 82           | 52           | 30           | .643         | 1º en la División Sureste   | 5        | 5        | .500        | Segunda ronda                 |
| Orlando | 2008-09 | 82           | 59           | 23           | .720         | 1º en la División Sureste   | 13       | 10       | .565        | Finales de la NBA             |
| Orlando | 2009-10 | 82           | 59           | 23           | .720         | 1º en la División Sureste   | 10       | 4        | .714        | Finales de Conf.              |
| Orlando | 2010-11 | 82           | 52           | 30           | .634         | 2º en la División Sureste   | 2        | 4        | .333        | Primera ronda                 |
| Orlando | 2011-12 | 66           | 37           | 29           | .561         | 3º en la División Sureste   | 1        | 4        | .200        | Primera ronda                 |
| Detroit | 2014-15 | 82           | 32           | 50           | .390         | 5º en la División Central   | —        | —        | —           | No playoffs                   |
| Detroit | 2015-16 | 82           | 44           | 38           | .537         | 3º en la División Central   | 4        | 0        | 4           | Primera ronda                 |
| Detroit | 2016-17 | 82           | 37           | 45           | .451         | 5º en la División Central   | —        | —        | —           | No playoffs                   |
| Detroit | 2017-18 | 82           | 39           | 43           | .476         | 4º en la División Central   | —        | —        | —           | No playoffs                   |
| Total   | Total   | 907          | 523          | 384          | .577         |                             | 91       | 48       | 43          |                               |